# Trump Tower (New York)
A Trump Tower 58 emeletes, 202 méter magas, vegyes használatú felhőkarcoló, amely New York City Midtownban, Manhattan negyedében, a Fifth Avenue 721–725. szám alatt, az East 56th és 57th Street között található. Az épületben található a Trump Organization székhelye, valamint a fejlesztő, az üzletember és későbbi amerikai elnök, Donald Trump penthouse lakása. A Trump család több tagja is él vagy élt az épületben. A torony azon a telken áll, ahol korábban a Bonwit Teller áruházlánc zászlóshajó boltja volt.
A Trump Towert Der Scutt, a Swanke Hayden Connell Architects építésziroda munkatársa tervezte, Trump és az Equitable Life Assurance Company (ma AXA Equitable Life Insurance Company) fejlesztette. Bár a torony Manhattan Midtown egyik különleges övezetében található, építését azért engedélyezték, mert vegyes felhasználású fejlesztésként épült. Trump engedélyt kapott arra, hogy további emeleteket építsen a toronyhoz cserébe további üzlethelyiségekért és magántulajdonban lévő nyilvános tér biztosításáért a földszinten, az alsó szinten és két kültéri teraszon. Az építkezés során viták alakultak ki, többek között a Bonwit Teller áruház történelmileg fontos szobrainak megsemmisítése, Trump állítólagos alulfizetése a vállalkozóknak, valamint egy per, amelyet Trump indított, mert a torony nem volt adómentes.
Az épület építése 1979-ben kezdődött. Az átrium, az apartmanok, az irodák és az üzletek 1983 februárjától novemberéig fokozatosan nyíltak meg. Eleinte kevés bérlő volt hajlandó beköltözni a kereskedelmi és kiskereskedelmi helyiségekbe; a lakóegységek a megnyitást követő néhány hónapon belül elkeltek. Trump 2016-os elnöki kampánya és az azt követő választások után a torony látogatóinak száma jelentősen megnőtt, bár biztonsági okokból a környékét több éven át őrizték.

## Helyszín
A Trump Tower a Midtown Manhattan északi részén, a Fifth Avenue 721–725. szám alatt található, a Fifth Avenue keleti oldalán, az East 56th és 57th Streets között. Északon a Tiffany & Co. zászlóshajó üzletével, keleten pedig az 590 Madison Avenue-val szomszédos. A közelben található egyéb épületek: északkeleten az LVMH Tower és a Fuller Building; északon az L. P. Hollander & Company Building; északnyugaton a Bergdorf Goodman Building és a Solow Building; nyugaton a Crown Building; délnyugaton a 712 Fifth Avenue és a 10 és 12 West 56th Street városi házak; délkeleten pedig az 550 Madison Avenue.
Az épület főbejárata a Fifth Avenue-n található, míg a 56th Streeten található oldalsó bejárat csak a lakók számára elérhető. A főbejárattal szemben, a járdán található egy négyoldalas, barna-bézs színű óra, amelyet az Electric Time Company készített, és amely közel 16 láb (4,9 m) magas. 2023 augusztusában a The New York Times írta, hogy az órát illegálisan helyezték el, mivel az épület tulajdonosa, a Trump Organization nem kért és nem kapott engedélyt. A Trump Organization végül 2015-ben kért engedélyt, de a New York-i Közlekedési Minisztérium 2023 júliusában emlékeztette a Trump Organizationt a „2015-ös értesítésre a jogosulatlan építményekről.”

## Hatása

### Kritikai fogadtatás

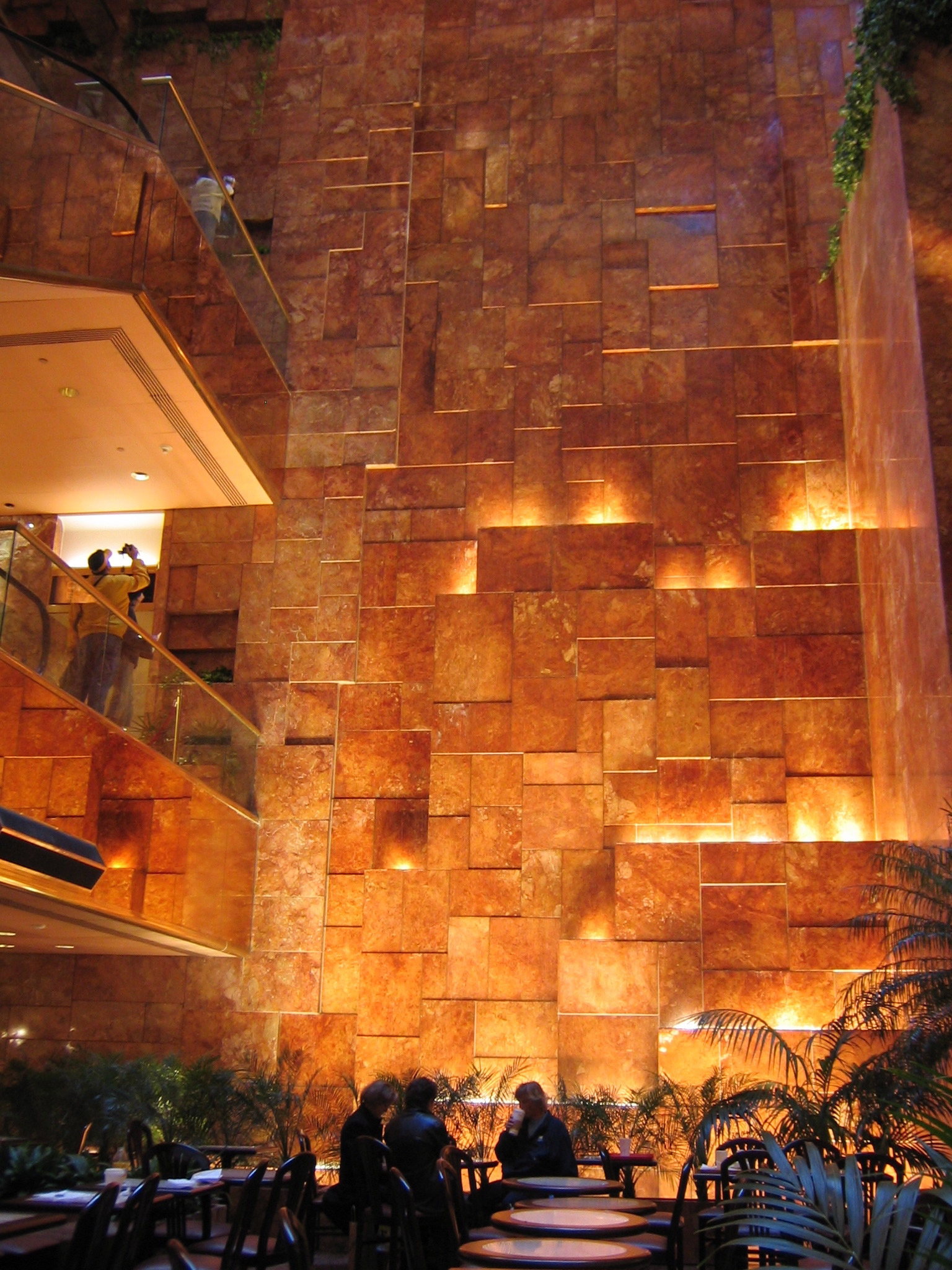
A vízesés az átriumban

1982-ben a The New York Times építészeti kritikusa, Paul Goldberger az épületről írt kritikájában összehasonlította a „tükröződő” Trump Towert a közeli posztmodern 550 Madison Avenue épülettel. Egy későbbi, a torony megnyitása előtti kritikájában Goldberger úgy fogalmazott, hogy a torony „sokkal pozitívabb kiegészítője a város képének, mint amit az építészeti szakértők várták volna.” Goldberger szerint a fedett átrium „a legkellemesebb belső közterület lehet, amely New Yorkban néhány éve készült el,” mert a márvány és a sárgaréz „meleg, luxusos és még izgalmas” hatást kölcsönöz neki, bár „kicsit túl magas és keskeny,” és kevés helyet biztosít a tömegnek. Ugyanakkor kritizálta a torony „hiperaktív” külsejét, összehasonlítva azt a szomszédos Tiffany „nyugodt,” szilárd homlokzatával, valamint az átrium szűk folyosóival, mondván, hogy azok „kevés helyet hagynak a tömegnek vagy a kötetlen sétálgatásnak.”
Egy 1984-es cikkben Ada Louise Huxtable, a New York Times építészeti kritikusaként 1963 és 1982 között, a New York Times írója, William E. Geist idézte, aki szerint az épület „drámai módon szép szerkezet.” Huxtable azt válaszolta, hogy a megjegyzést 1979-ben írták az „épület tervezett csúcsos alakjáról,” és hogy a kész torony „monumentálisan jellegtelen.” Azt is írta, hogy az átrium „kényelmetlen hely, szűk vertikális arányaival kínos,” „rózsaszín márvány örvénynek” nevezte, és arra kérte Trumpot, hogy távolítsa el az idézetet a faláról. Geist a tornyot „a feltűnő fogyasztás Xanadujának” nevezte, és „abszurdul pazar,” „feltűnő, sőt pretenszív” épületnek írta le. Gregory Stanford építész az átriumot „elég szörnyűnek” nevezte.
Az AIA Guide to New York City 2010-ben megjelent ötödik kiadása a Trump Towert „gazdag vásárlók fantáziavilágának” nevezte, amelyet „hajtogatott üveg” rejt el, és amelyben az egész épületben jelen van a Trump-téma. Az épület belsőépítészetét alkoholos italmárkákhoz hasonlítva a szerzők azt írták, hogy a design kevésbé hasonlít egy high-end „Veuve Clicquot”-ra, inkább egy általános „maláta likőrre.” A Fodor's New York City 2010 a Trump Tower „pompás átriumát” az 1980-as évek „féktelen luxusának” példájaként írta le, amelyet „drága butikok és mindenhol csillogó réz” jellemez. A torony nyilvános átriumát, valamint a néhány háztömbnyire található Citigroup Centerét kényelmes nyilvános területként írták le.
A Frommer's a tornyot „merész és hivalkodó helynek” nevezte, amelynek arany táblája „szinte kiabálja: Nézz rám!” Eközben az Insight Guides 2016-os kiadása a Trump Tower-t „megér egy látogatást, hogy megcsodáljuk az 1980-as évek Manhattanjének szinonimájává vált pompát,” és hogy a The Apprentice nézői felismerik az átriumot és a vízesést.

## Fordítás
- Ez a szócikk részben vagy egészben  a   Trump Tower (New York) című angol Wikipédia-szócikk ezen változatának fordításán alapul.  Az eredeti cikk szerkesztőit annak laptörténete sorolja fel. Ez a jelzés csupán a megfogalmazás eredetét és a szerzői jogokat jelzi, nem szolgál a cikkben szereplő információk forrásmegjelöléseként.